# Theretra herrichi
Theretra herrichi är en fjärilsart som beskrevs av Kirby 1892. Theretra herrichi ingår i släktet Theretra och familjen svärmare. Inga underarter finns listade i Catalogue of Life.